# Vanni Clodomiro
Vanni Clodomiro (Catanzaro, 23 novembre 1940) è uno storico italiano.
Si è laureato alla Sapienza di Roma in Lettere classiche e lettere moderne.
Già allievo di Renzo De Felice, è cultore di Storia contemporanea presso l'Università della Calabria. Si occupa di storia dei partiti e movimenti politici, ed è uno dei principali collaboratori dell'Istituto Storico Italiano per l'Età Moderna e Contemporanea, presieduto da Luigi Lotti. Presiede l'Istituto di Studi Storici di Catanzaro fin dal 1984. Ha collaborato e collabora con diverse riviste di storia, tra cui "Storia Contemporanea", diretta da De Felice. 
Dopo la scomparsa di Norberto Bobbio, è stato inserito nel Comitato scientifico della rivista di storia Studi Piacentini, ora I Sentieri della ricerca, diretta da Angelo Del Boca.

## Opere

### Libri (pubblicati dall'Istituto di Studi Storici)
- Croce ministro e la riforma della Scuola, Cosenza 1973.
- Prime note sulla politica di Gaspare Colosimo, Catanzaro, 1981.
- Gaspare Colosimo ministro delle Colonie, Bologna, 1985.
- Libia ed Etiopia nella politica coloniale italiana (1918-1919), Catanzaro, 1986.
- Politica scolastica e fascismo (1920-1921) con prefazione di Renzo De Felice, Catanzaro, 1990.
- Per una storia dell'emigrazione italiana: la Calabria dal 1880 al 1915, Catanzaro, 2002.
- Il Diario di Gaspare Colosimo Ministro delle Colonie (1916-1919), Roma, 2012.
- Origini del fascismo in Calabria, Catanzaro, 2023.

### Articoli e saggi
- La politica del Partito d'azione di Cosenza, in Storia Contemporanea, Bologna 1980.
- I moti per il carovita ed il processo di Catanzaro, in Rivista Abruzzese di Studi Storici Ancona, 1982.
- Il Ministro delle Colonie Colosimo e la conferenza di Versailles, in Storia Contemporanea, Bologna 1985.
- Cenni sulla questione demaniale nel Regno di Napoli (1806- 1815), in Studi e Ricerche, Catanzaro, 1987.
- Influenze francesi sulla Costituzione napoletana del 1799, Parigi, 1989.
- Problemi della Calabria postunitaria, in Studi Piacentini, Piacenza 2000.
- Gadda di fronte al fascismo, in Studi Piacentini, Piacenza 2002[2].
- Calabria: il Partito d'Azione di fronte al fascismo, in Studi Piacentini, Piacenza 2004.
- Le colonie italiane nel carteggio del ministro Colosimo, in I Sentieri della Ricerca, Torino, 2008.
- Il programma coloniale della Germania nel 1915, in I Sentieri della Ricerca, Torino, 2010.
- Verso il fascismo, in Ricordi e studi per Augusto Placanica, Catanzaro, 2011.
- Breve nota sulla spedizione dei Mille in Calabria, in I Sentieri della Ricerca, Torino, 2012.
- Origini del fascismo in Calabria, Catanzaro 2023.